# Damien Carême
Pour les articles homonymes, voir Carême.
Damien Carême, né le 16 novembre 1960 à Jœuf (Meurthe-et-Moselle), est un homme politique français. Membre du Parti socialiste (PS) puis d'Europe Écologie Les Verts (EELV, de 2015 à 2023), il rejoint ensuite La France insoumise (LFI). Il est maire de Grande-Synthe (Nord) de 2001 à 2019 puis député européen depuis juillet 2019, réélu en juin 2024 sous sa nouvelle étiquette. Il s'engage activement pour la dignité et contre la discrimination raciste et socio-économique des personnes issues de l'immigration.

## Biographie

### Famille
Originaire de Lorraine, sa famille s'installe à Grande-Synthe en 1968. Son père, René, engagé dans le milieu syndical, est élu maire de la commune en 1971 et conserve ce mandat jusqu'en 1992.
Il est le père de Baptiste Carême, ancien joueur international de badminton et membre de l'équipe de France.

### Parcours professionnel et politique
Damien Carême travaille d'abord comme animateur socioculturel, notamment avec des personnes porteuses de handicaps, puis comme animateur en prévention santé, rédacteur en chef d’une télévision locale et enfin comme informaticien.
Il quitte le PS une première fois en 1992, opposé au traité de Maastricht.
En 2001, il est élu maire de Grande-Synthe à son tour, sous l'étiquette socialiste. Réélu en 2008 et au 1er tour en 2014, il mène une politique sociale et écologique marquée notamment par la gestion différenciée des espaces verts, l'introduction de l'éco-pâturage, la création de jardins partagés et d'une université populaire, le passage au 100 % bio dans les cantines, la construction de logements sociaux économes en énergie, avec une électricité à 75 % d’énergies renouvelables. Ces actions valent à la ville d'être désignée « Capitale de la biodiversité » en 2010.
Élu aux élections régionales de 2004 et réélu en 2010, il siège comme conseiller régional jusqu'en 2015, d'abord avec le groupe d'Union de la gauche, puis avec les écologistes. Il est également vice-président de la communauté urbaine de Dunkerque, chargé de la transformation écologique et sociale, de l'environnement et des transports. Il porte le projet de refonte du réseau de transport sur l'agglomération dunkerquoise et la mise en œuvre de la gratuité des transports.[réf. nécessaire]
Fin 2014, après les élections municipales, Damien Carême quitte le Parti socialiste et adhère à Europe Écologie Les Verts (EELV) début 2015. 
En 2015-2016, la ville de Grande-Synthe est confrontée à l'arrivée de milliers de réfugiés, principalement originaires du Kurdistan irakien. En collaboration avec Médecins sans frontières, Damien Carême décide de gérer cet afflux en faisant construire un camp humanitaire doté de sanitaires et de locaux permettant aux associations d'aider les réfugiés, malgré l'absence de financement de la part de l'État,,. Cette position, qui tranche avec celle d'autres maires de la région, lui vaut l'admiration et le respect du monde politique et associatif,,.
En 2014, il succède à Renaud Gauquelin à la présidence de l'Association des maires ville et banlieue de France. En 2016, il est finaliste du concours de « meilleur maire du monde », un titre honorifique décerné par la City Mayors Fondation.
Au printemps 2017, il interpelle le gouvernement sur la gestion des réfugiés en exigeant que celui-ci prenne ses responsabilités,.
Lors de l'élection présidentielle de 2017, il soutient Benoît Hamon.
En novembre 2017, il est nommé représentant des lecteurs du journal Ebdo.
En septembre 2018, il est, avec plusieurs maires de diverses tendances, à l’origine de la création de l’Association nationale des villes et territoires accueillants, association dont il assure la présidence.
Pour les élections européennes de 2019, il est candidat en troisième position  sur la liste commune EELV - AEI - RPS emmenée par Yannick Jadot et est élu le 26 mai 2019.
En situation de cumul de mandat, il abandonne son mandat de maire, au profit de Martial Bayaert. Il reste toutefois conseiller municipal.
À quelques mois des élections municipales, il annonce qu'il ne soutiendra pas son successeur, Martial Bayaert .
Il soutient Yannick Jadot pour la primaire présidentielle écologiste de 2021. 
Il annonce en 2023 se mettre en retrait d'EELV en raison de désaccords concernant les élections européennes de 2024. Le 6 mars 2024, il annonce dans un entretien à Mediapart rejoindre la liste pour les élections européennes de La France insoumise menée par Manon Aubry, et il y est élu.

### Positionnement
Damien Carême se réclame de la social-écologie.

## Distinctions
- Prix Nord-Sud du Conseil de l'Europe (2018) avec Jaha Dukureh

## Publication
- On ne peut rien contre la volonté d'un homme, Stock, 2017Co-écrit avec la journaliste Maryline Baumard (Le Monde). Le bandeau commercial affiche « Le Maire des Migrants ». Le titre est emprunté à une citation fameuse de François Mitterrand.

### Filmographie
- 2018 : Grande-Synthe, la ville où tout se joue de Béatrice Camurat Jaud Damien Carême intervient à plusieurs reprises dans le film.